# Миронюк Тарас Васильович
Тарас Васильович Миронюк (26 лютого 1971, Коршів, Коломийський район, Івано-Франківська область, Українська РСР, СРСР) — український хоровий диригент, педагог, музикознавець, доктор філософії, магістр богослов'я (2010). Художній керівник та головний диригент камерного хору «Дзвони Подолу». Номінант на здобуття Національної премії України імені Тараса Шевченка 2024 року.

## Життєпис
Тарас Миронюк народився 26 лютого 1971 року на Івано-Франківщині в родині вчителів. Після закінчення сільської школи навчався в Дрогобицькому музичному училищі (клас заслуженого діяча мистецтв України Ігоря Циклінського). 
У 1990—1995 роках начався у Національній музичній академії імені Петра Чайковського у Києві за спеціальністю хорове диригування (викладачі — народний артист України, професор Павло Муравський та професор Володимир Чуба). Одночасно з навчанням в Академії диригував хором Свято-Покровської церкви УПЦ Київського патріархату (1991—2009), пізніше — хором церкви святого Миколи Притиска на Подолі у Києві (2009—2013).
У 1993—2000 роках — головний диригент Ансамблю пісні і танцю Прикордонних військ України. 
З 1993 до 2013 року працював диригентом-помічником Київського Симфонічного оркестру та хору під керівництвом американця Роджера Макмерріна. 
У 2010 році закінчив Київську православну богословську академію Української Православної Церкви Київського Патріархату. Магістр богословських наук. Від 2013 року — старший викладач кафедри хорового диригування Інституту мистецтв Київського університету імені Бориса Грінченка. 
Учасник всеукраїнських та міжнародних наукових конференцій з питань музикознавства та культурології. Як диригент неодноразово гастролював в країнах Європи, Канаді, США.

## Творчість
Досліджує творчість видатних діячів української музичної культури, митців української діаспори. Перша монографія науковця «Василь Завітневич — український церковний диригент США» (2011) отримала вагому міжнародну відзнаку — Міжнародну літературну премію Фундації родини Воскобійників — відомих американських підприємців, меценатів, громадських діячів українського походження Олексія Воскобійника (1922—2019) та його дружини Галини (1930—2020).
2017 року вийшла друком друга монографія Тараса Миронюка «Світло бандури Петра Лахтюка». Автор дослідив життєвий і творчий шлях Петра Лахтюка (справжнє ім'я Пантелеймон Бондарчук) — одного із видатних діячів музичної культури західної української діаспори другої половини ХХ століття. Він увійшов в історію як ініціатор та палкий пропагандист мистецтва гри на бандурі в Польщі у період 1960-х років.
Високу оцінку наукової громадськості отримала третя монографія музикознавця — «Українсько-американські музичні зв'язки. Творчий портрет диригента Роджера Макмерріна», презентація якої відбулася 2023 року.
Редактор та інтерпретатор низки церковних піснеспівів. Укладач видань «Божественна Літургія» (Київ, 2004), «Різдвяні колядки» (Київ, 2002), «Служба Божа на музику Григорія Китастого» (Київ, 2006), «Панахида Кирила Стеценка» (Київ, 2010).
Брав участь у створенні нотно-звукового видання «Пісенний «Кобзар». Хорова Шевченкіана» — унікального пісенного пам'ятника Великому Кобзареві, номінованого на здобуття Шевченківської премії 2024 року.

## Нагороди та відзнаки
- Лауреат щорічного Всеукраїнського конкурсу молодих митців «СтАРТ» (Київ, 2003).
- Лауреат Міжнародної літературної премії Фундації родини Воскобійників у жанрі мемуаристики за книгу «Василь Завітневич – український церковний диригент США» (2011).
- Нагороджений кубком «Кращий диригент XIV Міжнародного конкурсу «AdGloriamDei» (2013, Пінчов, Польща).

## Монографії
- Василь Завітневич — український церковний диригент США / Тарас Миронюк. — Київ ; Чернівці, 2011. — 502 с. : іл.
- Світло бандури Петра Лахтюка / Тарас Миронюк. — Kиїв : Віпол, 2017. — 376 с. : іл.
- Українсько-американські музичні зв'язки. Творчий портрет диригента Роджера Макмерріна. — Київ : Білий тигр, 2022. — 354 с. : іл.

## Дискографія
Підготував та записав із хором «Дзвони Подолу» та  Київським Симфонічним Оркестром і Хором компакт-диски:
- «Різдвяні колядки» (1998),
- «Божественна Літургія» (2000),
- «Служба Божа» Григорія Китастого (2003),
- Дві ораторії на музику Григорія Китастого (2004),
- «Музика Великого Посту» (2006),
- «Великодні піснеспіви» (2009),
- «Панахида Кирила Стеценка» (2010),
- «Літургія-2000» Романа Гурка (2011),
- «З пісенної скарбниці України» (2013).